# Эль-Байда
Эль-Байда (араб.  البيضاء‎) — город в Йемене. Административный центр одноимённой мухафазы Эль-Байда.

## География
Расположен на юго-западе центральной части страны, в 210 км к югу от Саны и в 143 км к северо-востоку от Адена. Город находится на высоте 1865 м над уровнем моря, в долине вади Бана, на склонах горы Джабаль-аль-Ар. Долина в окрестностях города отличается своим плодородием.

## Население
По данным на 2013 год численность населения города составляла 34 419 человек.
Динамика численности населения города по годам:
| 1994   | 2004   | 2013   |
| ------ | ------ | ------ |
| 19 294 | 29 059 | 34 419 |

## Транспорт
Эль-Байда находится на пересечении горных дорог. Имеется небольшой аэропорт.